# Glossodoris atromarginata
Glossodoris atromarginata is een zeenaaktslak die behoort tot de familie van de Chromodorididae. 

## Kenmerken
De slak heeft een witte tot lichtgele lichaamskleur met een gekartelde mantelrand, die bruin tot blauw is. De kieuwen en de rinoforen zijn wit met lichtbruine randen. Ze wordt, als ze volwassen is, zo'n 10 cm lang. 

## Leefwijze
Ze voeden zich voornamelijk met sponzen.

## Verspreiding en leefgebied
Deze slak leeft in de Grote Oceaan en de Indische Oceaan.